# الذيبة (مبين)

تعديل مصدري - تعديل

الذيبة هي إحدى قرى عزلة بني عكاب بمديرية مبين التابعة لمحافظة حجة، بلغ تعداد سكانها 939 نسمة حسب تعداد اليمن لعام 2004.